# Wenn die Deiche brechen (Film)
Wenn die Deiche brechen (Originaltitel: The Little Ark) ist ein US-amerikanischer Kinderfilm von Regisseur James B. Clark aus dem Jahr 1972, der von Robert B. Radnitz produziert wurde. Der Film basiert auf dem Roman De kleine ark von Jan de Hartog und spielt im Jahr 1953 während einer Flutkatastrophe in den südwestlichen Niederlanden, bei der Hartog als Freiwilliger bei Rettungsarbeiten half.

## Handlung
Der zehnjährige Jan und die elfjährige Adinda aus Malaysia, beide im Zweiten Weltkrieg zu Waisen geworden, retten eines Tages auf dem Heimweg zu ihren Pflegeeltern einen Hund vor einem alten Mann. Während die strenge Mutter Grijpma, die Pflegemutter der Kinder, sich weigert, das neue Haustier anzunehmen, erlaubt Vater Grijpma, der Pfarrer des kleinen niederländischen Dorfes Niewerland, den Kindern, den Hund zu behalten. Sie nennen ihn Bussy und bringen ihn zusammen mit ihren anderen Haustieren, dem Kaninchen Ko und der Katze Noisette, heimlich im Kirchturm unter. Als eines Nachts ein heftiger Sturm eine Überschwemmung verursacht, die die Deiche bedroht, bittet Wachtmeister Peiter Vater Grijpma, die Kirchenglocken zu läuten, um die Dorfbewohner zu warnen. Vater Grijpma eilt mit den Kindern zum Glockenturm, befiehlt ihnen, die Glocken zu läuten und verspricht dann, mit Mutter Grijpma zurückzukehren.
Noch Stunden später schlafen die Kinder ein, zusammengekauert mit ihren Haustieren, während draußen der Sturm heult. Am nächsten Morgen blicken Adinda und Jan aus dem Fenster des Glockenturms auf ihr Dorf, das von den steigenden Wassermassen überschwemmt wird. Während Adinda weint, dass alle Dorfbewohner tot sind, weigert sich der stolze Jan, ihr zu glauben, bis sie die Leiche von Mutter Grijpma treiben sehen. Als die Kinder bemerken, dass ein verlassenes Hausboot an der Kirche festgemacht hat, klettern sie mit ihren Haustieren, darunter dem Hahn Prinz, über die Dachziegel auf das Boot, wo sie sich an Milch und Brot laben. In dieser Nacht löst sich das Boot von selbst und lässt die Kinder auf dem Meer zurück, ohne Hoffnung, dass Vater Grijpma sie finden könnte.  
Am nächsten Tag kommt ein Fischerkapitän aus der sehr christlich geprägten Küstenregion von Urk an Bord des Hausbootes, um nach Überlebenden zu suchen, und als er die Kinder findet, nimmt er sie und ihre Haustiere brutal an Bord seines Bootes. Obwohl sie befürchten, dass der Kapitän ein Pirat ist, bereitet der Schiffskoch ihnen eine warme Mahlzeit zu und bringt die Kinder behutsam ins Bett. Nachdem der Kapitän die letzten Überlebenden in der Gegend gefunden hat, befiehlt er, das Schiff zu verlassen, um woanders zu suchen, woraufhin die Kinder glauben, Vater Grijpma nie wieder zu sehen. Am nächsten Tag erzählt der Kapitän, von der Angst der Kinder besänftigt, eine Geschichte von einer anderen Überschwemmung, bei der die Herzen der Überlebenden erleuchtet wurden, nachdem er gesehen hatte, wie eine Katze ein Baby rettete, indem sie seine Wiege über Wasser hielt. Dann singt er mit den Kindern ein wunderschönes Lied. Einige Tage später, nachdem er ein Dutzend weiterer dankbarer Überlebender gerettet hat, beschließt der Kapitän, nach Amsterdam zurückzukehren, um sich dort zu verpflegen und ärztlich versorgen zu lassen, und versichert den Kindern, dass die Lazarettschiffe über Listen von Vermissten verfügen, die ihnen bei der Suche nach Pater Grijpma helfen werden. 
Am Abend erzählt der Kapitän den Kindern ein Märchen: Der Matrose Jan verspricht seiner Geliebten, dass sie nach der Rückkehr von seiner nächsten Reise heiraten werden. Als sein Schiff später als vermisst gemeldet wird, wartet die Geliebte ein Jahr lang geduldig darauf, dass Jan nach Hause zurückkehrt. Nachdem sie viele heimkehrende Seeleute nach Jans Schiff befragt hat, bietet ihr ein geheimnisvoller Kapitän an, sie zu ihm zu bringen, wenn sie ihm ihre Seele schenkt. Nachdem sie eingewilligt hat, verwandelt der Kapitän sie in eine Meerjungfrau. Auf der Suche nach ihrem Jan schwimmt die Meerjungfrau durch versunkene Schiffe und Dörfer, bis sie schließlich einem alten, weisen Mann begegnet und erfährt, dass Jan im Tausch gegen ihre Seele endlich nach Hause zurückkehren kann. Für immer im Meer gefangen, verbringt die Meerjungfrau ihre Zeit damit, die Seeleute vor aufkommenden Stürmen zu warnen. 
Am Morgen, nachdem der Kapitän seine Geschichte beendet hat, läuft sein Schiff in den Hafen von Amsterdam ein, wo die Marineoffiziere den Kapitän tadeln, weil er sich nicht an das Protokoll gehalten hat. Nachdem der Kapitän sie unhöflich zurückgewiesen hat, erklärt er den Kindern, dass die frustrierte Marine nur anderen Schiffen Befehle geben kann, weil ihre eigenen Schiffe zu viel Wasser verdrängen, um in die überschwemmten Gebiete vorzudringen und Menschen zu retten. In der Zwischenzeit wollen die Kinder an Bord bleiben und den Kapitän zu ihrem neuen Vater machen, aber er besteht darauf, dass sie auf ein Lazarettschiff gehen. Zusammen mit dem Funker Sparks sind Adinda und Jan verzweifelt über den Verlust des Kapitäns, aber Miss Winter, eine Krankenschwester, tröstet sie mit imaginären Zaubersprüchen.
Spät in der Nacht erfährt Jan von den Plänen der Erwachsenen, Jan und Adinda in ein Waisenhaus zu stecken und ein Rettungsschiff mit Kapitän Tandema an Bord nach Niewerland zu schicken. Am nächsten Tag verstecken sich die Kinder mit ihren Haustieren in leeren Särgen, die auf das Rettungsschiff verladen werden. Kurz nachdem das Schiff abgelegt hat, werden Sparks und Miss Winter durch das Heulen von Bussy und das Krähen von Prince darauf aufmerksam, dass die Kinder an Bord sind, aber das Schiff muss seinen Kurs nach Niewerland fortsetzen. Nachdem sie im Dorf erfahren haben, dass Vater Grijpma in der vergangenen Nacht mit einem Fischerboot aufgebrochen ist, treffen die Kinder den Kapitän, der Tandema mitteilt, dass er sich für die Kinder verantwortlich fühlt und sie mitnehmen wird. 
Als der Kapitän erfährt, dass ein trauernder Bauer mit seinem Sohn auf dem Dachboden seiner Scheune gefangen ist, bietet er an, die beiden zu retten. Der Kapitän und Cook rudern mit Adinda und Jan zur Scheune, deren freundliche Worte den Jungen und seinen Vater überzeugen, sich ihnen anzuschließen. Als der stumme und ängstliche Bauer sich weigert, das Ruderboot zu verlassen, bleibt Cook bei ihm, während der Kapitän das Boot hinter seinem in einen Hafen schleppt. Dort angekommen, blenden Fotografen, die auf eine Story über den „verrückten“ Bauern aus sind, ihn mit ihren Blitzlichtern. In seinem Schockzustand sticht der Bauer mit seiner Mistgabel auf den Koch ein und tötet ihn. Ernüchtert von der Tragödie und der Ankunft der „Profis“ beschließt der Kapitän, sich von der Rettungsmission zurückzuziehen und in das Dorf der Kinder zurückzukehren, in der Hoffnung, ihren Vater zu finden.
Im Dorf angekommen, hören die Kinder die Orgel ihres Vaters und eilen zur baufälligen Kirche, wo sie von Pater Grijpma freudig begrüßt werden. Während eine Gruppe singender Kinder zur Schule marschiert, verabschiedet sich der Kapitän und verspricht, Adinda und Jan wieder zu besuchen. Adinda und Jan schließen sich den anderen Kindern an.

## Hintergrund
Robert Radnitz hatte bereits 1962 die Filmrechte für Hartogs Roman erworben und plante, den Film 1963 unter der Regie von Philip Leacock zu produzieren. Doch dies verzögerte sich. Im Februar 1968 verpflichtete er Joanna Crawford für das Drehbuch und erst im April 1970 James B. Clark als Regisseur.
Wenn die Deiche brechen wurde vom 8. Juli bis Mitte September 1970 in Amsterdam und an mehreren anderen Orten in den Niederlanden gedreht. Produziert wurde er von Cinema Center Films und der Produktionsfirma von Robert B. Radnitz. Er kam im März 1972 in die US-Kinos und wurde dort von National Center Pictures vertrieben. Die deutsche Erstaufführung war am 27. Dezember 1985 im ZDF.
In den USA wurde der Film mit "für alle" freigegeben (G). Produzent Radnitz beschwerte sich aber, dass der Film beinahe mit R bewertet worden wäre, was der Altersstufe ab 16 Jahren entsprochen hätte.

## Auszeichnungen
Komponist Fred Karlin und Texterin Marsha Karlin wurden für das Lied Come Follow, Follow Me für den Oscar in der Kategorie Bester Song nominiert.

## Kritiken
Leonard Maltin’s Movie Guide gab dem Film drei Sterne und schrieb: „Ein weiterer guter Kinderfilm von Produzent Robert Radnitz über zwei holländische Teenager, die versuchen, ihren Vater wiederzufinden, nachdem sie bei einer Überschwemmung von ihm getrennt wurden“. Das Lexikon des internationalen Films findet den Film solide inszeniert, empfiehlt ihn aber erst ab 12. Er sei „für kleinere Kinder zu schreckhaft“.